# Per-Ingvar Brånemark

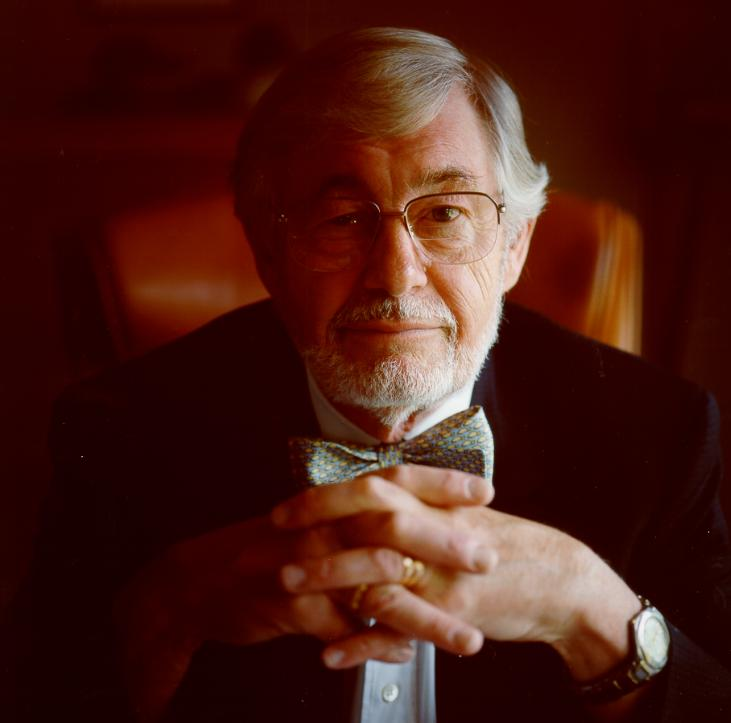
Per-Ingvar Brånemark

Per-Ingvar Brånemark (3 mei 1929 – Gotenburg 20 december 2014) was een Zweeds orthopedisch chirurg en  professor emeritus in de anatomie. Hij wordt beschouwd als de grondlegger van de moderne implantologie.
Brånemark ontdekte in 1952 eerder toevallig aan de universiteit van Lund in Zweden het principe van verankering van schroeven in bot. Hij noemde het fenomeen osseointegratie.
In een van de onderzoeken werd de genezing van bot microscopisch onderzocht. Hiervoor werden titaniumschroeven in de pijpbeenderen van de konijnen geschroefd. Nadat het experiment enkele maanden klaar was, bleek dat de schroeven zeer moeilijk uit het bot gedraaid konden worden. Het bot bleek zeer dicht om het oppervlak van de schroef heen gegroeid te zijn. Hoewel dit in eerste instantie ergernis opwekte omdat het hergebruik werd bemoeilijkt, besefte Brånemark al snel de mogelijkheden en begon hij te experimenteren met schroefvormige implantaten gemaakt van titanium. Het onderzoek schoof verder op naar gebruik in menselijk bot en kreeg verdere toepassingen voor de vervanging van ontbrekende tanden en kiezen. 
In 1965 plaatste Brånemark in Göteborg de eerst titaniumschroeven bij een mens. In 1967 werd hierop de eerste volledige brug in de onderkaak geplaatst. Toen de patiënt Gösta Larsson in 2006 stierf hadden de implantaten meer dan 40 jaren gefunctioneerd. 
Brånemark ontving vele nationale en internationale prijzen. Hij kreeg verschillende keren de titel van doctor honoris causa. Aan de Katholieke Universiteit Leuven werd er een leerstoel naar hem vernoemd.
Tussen 2004 en 2008 werkte en woonde hij in Brazilië.
Per-Ingvar Brånemark overleed in 2014 in Gotenburg na een slepende ziekte.